# Стелла, Фрэнк
Фрэнк Стелла (англ. Frank Stella; 12 мая 1936[…], Молден, Массачусетс, США[…] — 4 мая 2024, Манхэттен, Нью-Йорк, США) — американский художник, мастер постживописной абстракции (в духе Hard-edge painting или «стиля резкой грани»). Также известен работами в направлении комбинированной живописи.

## Биография
Фрэнк Стелла родился в Молдене, штат Массачусетс, в семье родителей итальянского происхождения. Его отец был гинекологом, а мать - домохозяйкой и художницей, которая посещала школу моды, а позже занялась пейзажной живописью.
Ф. Стелла проходил обучение в элитной частной средней школе Академия Филлипса в Андовере, Массачусетс, где занимался борьбой и играл в лякросс. После окончания средней школы,  где он познакомился с абстрактными модернистами Джозефом Альберсом и Хансом Хофманом, он поступил в Принстонский университет, где специализировался на истории и познакомился с Дарби Баннардом и Майклом Фридом. Ранние посещения нью-йоркских художественных галерей способствовали его художественному развитию, а на его творчество повлиял абстрактный экспрессионизм Джексона Поллока и Франца Клайна. Ф. Стелла переехал в Нью-Йорк в 1958 году, после окончания университета. Фрэнк Стелла известен за создание абстрактных картин, которые не несут в себе ни живописных иллюзий, ни психологических или метафизических отсылок в живописи XX века.
В 1970-х годах он переехал в район Нохо на Манхэттене в Нью-Йорке.
По состоянию на 2015 год, Ф. Стелла жил в Гринвич-Виллидж и держал там офис, но по будням ездил в свою студию в Рок-Таверн, Нью-Йорк.

## Творчество

### Конец 1950-х - начало 1960-х годов
Переехав в Нью-Йорк, Ф. Стелла выступил против экспрессивного использования красок большинством художников абстрактного экспрессионистского движения, вместо этого его привлекли «плоские» поверхности работ Барнетта Ньюмана и «целевые» картины Джаспера Джонса. Он начал создавать работы, которые подчеркивали картину как объект, а не картину как представление чего-то, будь то что-то в физическом мире или что-то в эмоциональном мире художника.
В 1961 году Стелла женился на Барбаре Роуз, впоследствии известном художественном критике. Примерно в это время он сказал, что картина - это «плоская поверхность с краской на ней - и ничего больше». Это был отход от техники создания картины путем предварительного наброска. Многие работы создавались простым движением кисти, очень часто с использованием обычной бытовой краски.
Эта новая эстетика нашла свое выражение в серии новых картин, «Черные картины» (1959), в которых полосы черной краски были разделены очень тонкими полосками неокрашенного холста. «Die Fahne Hoch!» (1959) - одна из таких картин. Свое название (рус. «Поднятое знамя») она берет из первой строки Horst-Wessel-Lied, гимна Национал-социалистической немецкой рабочей партии, и Ф. Стелла отмечал, что картина выполнена в тех же пропорциях, что и знамёна, используемые этой организацией. Было высказано предположение, что название имеет двойной смысл, отсылая также к картинам Джаспера Джонса, изображающим флаги. В любом случае, ее эмоциональная холодность не соответствует спорности, которую можно предположить по названию, отражая новое направление в творчестве Ф. Стеллы. Искусство Ф. Стеллы было признано за его инновации еще до того, как ему исполнилось двадцать пять лет. В 1959 году несколько его картин были включены в экспозицию «Три молодых американца» в Мемориальном художественном музее Аллена в Оберлинском колледже, а также в экспозицию «Шестнадцать американцев» в Музее современного искусства в Нью-Йорке (в 1960 году).
С 1960 года Ф. Стелла начал создавать картины из алюминиевой и медной краски, которые по своему представлению регулярных линий цвета, разделенных полосами, похожи на его черные картины. Однако в них используется более широкий спектр цветов, и это его первые работы с использованием фигурных холстов (холсты в форме, отличной от традиционного прямоугольника или квадрата), часто в форме L, N, U или T. Позднее они переросли в более сложные конструкции, например, в серии «Irregular Polygon» 1967 года.
Также в 1960-х годах Ф. Стелла начал использовать более широкий спектр цветов, обычно расположенных в виде прямых или изогнутых линий. Позже он начал серию картин «Protractor Series» (1971 год), в которой дуги, иногда пересекающиеся, в пределах границ квадратов расположены рядом, чтобы получались полные и половинные круги, окрашенные в концентрические цветовые кольца. Эти картины названы в честь круглых городов, которые он посетил, находясь на Ближнем Востоке ранее в 1960-х годах. Холсты Irregular Polygon и серия Protractor еще больше расширили концепцию фигурного холста.

### Конец 1960-х и начало 1970-х годов
Ф. Стелла начал своё длительное сотрудничество с печатным делом в середине 1960-х годов, сначала работая с мастером печати Кеннетом Тайлером в Gemini G.E.L.
В конце 1960-х годов Ф. Стелла создал серию гравюр, начиная с гравюры под названием Quathlamba I в 1968 году. В своих абстрактных гравюрах Фрэнк Стелла использовал литографию, трафаретную печать, офорт и офсетную литографию.
В 1967 году он разработал декорации и костюмы для «Схватки», танцевальной постановки Мерса Каннингема. Музей современного искусства в Нью-Йорке представил ретроспективу работ Ф. Стеллы в 1970 году, сделав, таким образом, его самым молодым художником, получившим такую выставку. В течение следующего десятилетия Ф. Стелла ввел в свое искусство рельеф, который он стал называть «максималистской» живописью за её скульптурные качества. В серии «Эксцентричный многоугольник» фигурные холсты приобрели ещё менее правильные формы, появились элементы коллажа, например, куски холста наклеивались на фанеру. Его работы также стали более трехмерными, вплоть до того, что он начал создавать большие, отдельно стоящие работы из металла, которые, несмотря на то, что они покрыты краской, вполне могут считаться скульптурой. После введения дерева и других материалов в серии «Польская деревня» (1973), созданной в глубоком рельефе, он начал использовать алюминий в качестве основной опоры для своих картин. По мере протекания 1970-х и 1980-х годов они становились все более сложными и изощренными. Действительно, его ранний минимализм стал барочным, отмеченным изогнутыми формами, цветами Day-Glo и размашистыми мазками. Аналогичным образом, его гравюры этих десятилетий сочетают в себе различные техники печати и рисования.
В 1973 году в его нью-йоркском доме была оборудована студия печати. В 1976 году Ф. Стелла получил заказ от компании BMW на роспись BMW 3.0 CSL для второй части проекта BMW Art Car Project. Об этом проекте он сказал: «Отправной точкой для художественных автомобилей были гоночные ливреи. В старые времена существовала традиция идентифицировать автомобиль с его страной по цвету. Теперь они получают номер и рекламу. Так или иначе, это покраска. Идея моей была в том, что она сделана по рисунку на графической бумаге. Графическая бумага - это то, что она есть, график, но когда он накладывается на формы автомобиля, это становится интересным, и адаптация рисунка к формам гоночного автомобиля - это интересно. Теоретически это похоже на рисование на фигурном холсте».
В 1969 году Стелле было поручено создать логотип для столетнего юбилея музея Метрополитен. В честь этого события были выпущены медали с этим дизайном.

### 1980-е годы и после
С середины 1980-х до середины 1990-х годов Ф. Стелла создал большое количество работ, которые, в целом, были посвящены роману Германа Мелвилла «Моби-Дик». В это время все более глубокий рельеф картин Ф. Стеллы уступил место полной трехмерности, а скульптурные формы были получены из конусов, колонн, французских кривых, волн и декоративных архитектурных элементов. Для создания этих работ художник использовал коллажи или макеты, которые затем увеличивались и воссоздавались с помощью ассистентов, промышленных металлорезов и цифровых технологий. «La scienza della pigrizia» (рус. «Наука лени»), 1984 года, является примером перехода Ф. Стеллы от двухмерности к трехмерности. Работа  выполнена масляной, эмалевой и алкидной красками на холсте, травленом магнием, алюминием, и стекловолокне.
В 1990-е годы Ф. Стелла начал создавать отдельно стоящие скульптуры для общественных мест и разрабатывать архитектурные проекты. Например, в 1993 году он создал всю декоративную схему для театра принцессы Уэльской в Торонто, которая включает в себя фреску площадью 10 000 квадратных футов. Его предложение 1993 года о строительстве Кунстхалле и сада в Дрездене не было реализовано. В 1997 году он нарисовал и проконтролировал установку «Проект Стеллы» площадью 5 000 квадратных футов, который служит центральным элементом театра и вестибюля Орсперного театра Муа, расположенного в Школе музыки Ребекки и Джона Дж. Мурса на территории Хьюстонского университета в Хьюстоне, штат Техас. Его алюминиевая раковина, вдохновленная складной шляпой из Бразилии, была построена в центре Майами в 2001 году; монументальная скульптура Ф. Стеллы была установлена у Национальной галереи искусства в Вашингтоне, округ Колумбия.
Настенная скульптура Ф. Стеллы Scarlatti K Series была создана под влиянием клавесинных сонат Доменико Скарлатти и трудов американского клавесиниста-виртуоза 20-го века и музыковеда Ралфа Киркпатрика, который сделал эти сонаты широко известными. (Буква «К» в названии указывает на хронологические номера Киркпатрика). Д. Скарлатти написал более 500 клавирных сонат; серия Ф. Стеллы сегодня включает около 150 произведений.
С 1978 по 2005 год Ф. Стелла владел зданием аукционного дома «Ван Тасселл и Керни» в Ист-Виллидж на Манхэттене и использовал его как свою студию. Его почти 30-летняя забота о здании привела к тому, что фасад был очищен и отреставрирован. После шестилетней кампании, проведенной Обществом сохранения исторического наследия Гринвич-Виллидж, в 2012 году историческое здание было признано памятником архитектуры Нью-Йорка.
После 2005 года Ф. Стелла делит своё время между квартирой в Вест-Виллидж и студией в Ньюбурге, Нью-Йорк.

## Права художников
Ф. Стелла был сторонником сильной защиты авторских прав для таких художников, как он сам. 6 июня 2008 года Фрэнк Стелла (вместе с президентом Общества прав художников Теодором Федером; где Ф. Стелла являлся членом Общества прав художников) опубликовал в газете The Art Newspaper свое мнение, в котором осудил предложенный в США закон о «сиротских» произведениях, который «отменяет наказание за нарушение авторских прав, если создатель произведения после тщательного поиска не может быть найден».
В своем мнении Ф. Стелла написал:
Бюро по авторским правам предполагает, что нарушителями, которых оно отпустит с крючка, будут те, кто "добросовестно и разумно старательно" искал владельца авторских прав. К сожалению, решение о том, добросовестно ли он вел поиск, полностью зависит от нарушителя. Недобросовестность может быть доказана только в том случае, если правообладатель узнает о нарушении и затем обращается в федеральный суд, чтобы определить, не провёл ли нарушитель надлежащий поиск. Немногие художники могут позволить себе расходы на федеральный судебный процесс: гонорары адвокатов в нашей стране значительно превышают лицензионный сбор за обычную картину или рисунок. Предложение Бюро по авторским правам окажет непропорционально негативное, даже катастрофическое воздействие на способность художников и иллюстраторов зарабатывать на жизнь продажей копий своих работ... Глубоко тревожно, что правительство рассматривает возможность отнять у художников и иллюстраторов их основное средство, позволяющее им сводить концы с концами, - их авторские права

## Коллекции
В 2014 году Стелла передал свою скульптуру «Adjoeman» (2004) в долгосрочную аренду медицинскому центру Cedars-Sinai в Лос-Анджелесе. Его работы размещены в Menil Collection и Музее изящных искусств (оба - Хьюстон); Музее Хиршхорна и Саду скульптур, Вашингтон; Музее современного искусства Сан-Франциско; Национальной галерее искусства; Музее искусств Толидо, Огайо, Музее американского искусства Уитни, Нью-Йорк; Портлендском художественном музее, Орегон; LACMA, Лос-Анджелес , Walker, Миннеаполис, многих других.

## Признание
Среди многих почестей, которых Ф. Стелла удостоился, было приглашение от Гарвардского университета прочитать лекции Чарльза Элиота Нортона в 1984 году. Содержащие в себе призыв к омоложению абстракции путем достижения глубины барочной живописи, эти шесть лекций были опубликованы издательством Гарвардского университета в 1986 году под названием «Рабочее пространство».
В 1983 году Фрэнк Стелла был награждён президентом Рональдом Рейганом Национальной медалью США в области искусств.
В 1996 году Ф. Стелла получил степень почетного доктора Йенского университета в Йене, Германия, где постоянно экспонируются его большие скульптуры «Серии долины реки Гудзон». Таким образом, он стал вторым художником, получившим эту почётную степень после Огюста Родена в 1906 году.
В 2009 году Фрэнк Стелла был награждён президентом Бараком Обамой Национальной медалью США в области искусств.
В 2011 году Ф. Стелла получил награду за пожизненные достижения в области современной скульптуры от Международного центра скульптуры.

## Продажа картин
С 2014 года Ф. Стелла представлен по всему миру в рамках эксклюзивного соглашения, которое разделили Доминик Леви и Марианна Боэски.
В мае 2019 года аукционный дом Кристис установил рекорд аукциона за картину Ф. Стеллы «Point of Pines», которая была продана за 28 миллионов долларов.
В апреле 2021 года его Scramble: Ascending Spectrum/ascending Green Values (1977 год) была продана за £2,4 млн ($3,2 млн с премией) в Лондоне. Картина была выкуплена за $1,9 млн в 2006 году из коллекции бельгийских меценатов Роджера и Жозетты Вантурнаут на аукционе Сотбис.

## Личная жизнь
В 1961—1969 годах Ф. Стелла был женат на историке искусства Барбаре Роуз; в браке у них родилось двое детей, Рейчел и Майкл. В 1978 году он женился на педиатре Харриет МакГурк.
Умер 4 мая 2024 года от лимфомы в своём доме в Вест-Виллидж, Манхэттен, в возрасте 87 лет.